# Plantae Rariores Africanae
Plantae Rariores Africanae (abreviado Pl. Rar. Afr.) es un libro ilustrado con descripciones botánicas que fue editado por el científico, naturalista, botánico y zoólogo sueco, Carlos Linneo que estableció los fundamentos para el esquema moderno de la nomenclatura binomial. Se lo considera el fundador de la moderna taxonomía, y también se le reconoce como uno de los padres de la ecología. Se publicó en 1760 con el nombre de Plantae Rariores Africanae (D. D. Plantae Rariores Africanae, quas Consens...)